# Абдрахманова, Нина Лукична
Нина Лукична Абдрахманова (4 сентября 1938, Челябинск — 15 мая 2023) — советский передовик производства, стерженщица ЧТЗ, Герой Социалистического Труда (1983)

## Биография
Родилась 4 сентября 1938 года в Челябинске. Отец работал в кузнице на ЧТЗ. Окончила школу № 18 и после пришла работать в литейный цех ЧТЗ.
С 1958 по 1988 и с 1993 по 2002 год работала на ЧТЗ: стерженщица машинной формовки, наладчица формовочных и стержневых машин (с 1961 года), мастер стержневого участка, в 1984—1988 помощник начальника чугунолитейного цеха № 2 по кадрам и быту.
Освоила метод изготовления стержней с применением горячей оснастки. Выполняла задания X (1976—1980) и XI (1981—1985) пятилеток за 4 года. Наставник молодёжи. Неоднократно признавалась лучшей по профессии среди работников предприятий Министерства тракторного и сельскохозяйственного машиностроения СССР.
В 1981 году выступила инициатором бригадной формы организации и оплаты труда.
Герой Социалистического Труда (1983). Награждена орденом Трудового Красного Знамени (1971). Автор книги «За всё в ответе» (1986). Делегат XXIV съезда КПСС (1971).
Жила в Челябинске. Скончалась 15 мая 2023 года.